# Северное тайное общество
Северное та́йное о́бщество (1822—1825) — декабристское общество, образовавшееся в Петербурге после роспуска «Союза благоденствия». Его члены подняли восстание на Сенатской площади.

## Устройство
Северное тайное общество образовалось в Петербурге в 1822 году из двух декабристских групп во главе с Н. М. Муравьёвым и С. П. Трубецким.
При роспуске Союза благоденствия на Московском съезде его руководителей (январь 1821) было принято решение о создании новой организации с четырьмя управами: в Москве, Петербурге, Смоленске и Тульчине. Однако ни одна из них не была создана. Часть будущих декабристов, во главе которых стоял Пестель, не признала решения Московского съезда и вошла в Южное тайное общество (март 1821). В Петербурге же появилось Северное общество, а его организационная структура сформировалась в 1822 году. Члены общества делились на «убеждённых» (полноправных) и «согласных» (неполноправных). Руководящим органом являлась «Верховная дума» из трёх человек (первоначально Н. М. Муравьёв, Н. И. Тургенев и Е. П. Оболенский, позже — С. П. Трубецкой, К. Ф. Рылеев, А. И. Одоевский, и А. А. Бестужев (Марлинский)). В начале 1825 года К. Ф. Рылеев привлёк в общество П. Г. Каховского, настроенного крайне отрицательно по отношению к императорской власти.
Деятельное участие в Северном тайном обществе принимали гвардейские офицеры И. Н. Горсткин, М. М. Нарышкин, морские офицеры Н. А. Чижов, братья Б. А. и М. А. Бодиско.

## Политические воззрения
Программным документом «северян» была «Конституция» Н. М. Муравьёва.
Северное общество по целям было умереннее Южного. Однако влиятельное радикальное крыло, возглавляемое К. Ф. Рылеевым, А. А. Бестужевым, Е. П. Оболенским, И. И. Пущиным, разделяло положения «Русской правды» П. И. Пестеля. В 1824 году последний сам приехал в Петербург, чтобы добиться признания своей программы как общей для обоих обществ, что вызвало оживление в радикальном крыле «северян». Тайно от умеренных лидеров Северного общества был образован петербургский филиал Южного общества. В результате развернулась активная дискуссия, приведшая к тому, что и те, и другие пошли на уступки: «северяне» согласились на установление после переворота республики, а «южане» — на созыв Учредительного собрания.
Краевед Якутии Н.С. Щукин в очерке «Александр Бестужев в Якутске» приводит высказывание последнего: «…целью нашего заговора было изменение правительства, одни желали республику по образу США; другие конституционного царя, как в Англии; третьи желали, сами не зная чего, но пропагандировали чужие мысли. Этих людей мы называли руками, солдатами и принимали их в общество только для числа. Главою петербургского заговора был Рылеев».

### Преобразования, предусмотренные «Конституцией»

#### Государственное устройство
- Введение конституционной монархии.
- Образование федерации из 15 «держав» на основе не национальных, а экономических особенностей регионов. «Державы» привязывались к морям или крупным судоходным рекам.
- Разделение властей на законодательную, исполнительную и судебную.
- Создание двухпалатного «Народного вече», избираемого на основе большого имущественного ценза и состоящего из «Верховной думы» (верхняя палата) и «Палаты народных представителей» (нижняя палата). Депутаты в обе палаты должны были избираться на 6 лет, и каждые два года треть депутатов переизбиралась. В верхнюю палату избирали по 3 депутата от каждой державы и по два от «областей». В нижнюю — по одному депутату из 50 000 жителей мужского пола.
- В «державах» избирались «Державные вече», депутаты которых избирались на 4 года и четверть их ежегодно переизбиралась.
- Исполнительная власть принадлежала императору, бывшему также Верховным главнокомандующим, назначавшим с согласия «Верховной думы» послов, консулов, судей верховных судебных палат и министров. Император считался «первым чиновником государства» и получал большое жалованье — от 8 до 10 млн рублей серебром в год. император мог содержать свой двор, однако придворные в таком случае лишались избирательных прав, так как находились «в услужении».

#### Крепостное право
- Отменялось крепостное право, однако владения помещиков оставались за старыми хозяевами.
- Освобождённые крестьяне получали до 2 десятин пахотной земли на двор.

#### Права граждан
- Равенство всех граждан перед законом.
- Свобода слова, печати, вероисповеданий.

#### Вопрос о земле
Члены общества полагали, что земля должна разделиться на:
- общественную — (крестьянская, казённая, монастырская и наполовину помещичья) передается крестьянам бесплатно, но без права купли-продажи;
- частную — находится в рыночном обращении.